# Capelaw Hill
Der Capelaw Hill ist ein Hügel in den Pentland Hills. Die 454 m hohe Erhebung liegt am Nordende der rund 25 km langen Hügelkette an der Ostgrenze der schottischen Council Area Edinburgh. Die nächstgelegenen Siedlungen sind das rund vier Kilometer westlich gelegene Currie sowie die südlichen Stadtteile Edinburghs drei Kilometer nördlich. Die nächstgelegenen Hügel sind der Harbour Hill im Südwesten, der Allermuir Hill im Nordosten sowie der Castlelaw Hill im Südosten.
An der Westflanke des Capelaw Hills wurde das Bonaly Reservoir aufgestaut. Der Stausee wurde im Jahre 1853 fertiggestellt und dient der Wasserversorgung von Edinburgh. An der Südostflanke des Hügels entspringt der Kirk Burn, welcher in das südlich gelegene Glencorse Reservoir mündet.

## Umgebung
Über Teile des Capelaw Hills erstreckt sich ein militärischer Übungsplatz. Dieser zieht sich in einem drei Kilometer weiten Streifen westlich der A720. Ursprünglich nutzten in den Glencorse Barracks in Penicuik stationierte Einheiten das Gebiet. Heute ist die Einrichtung teilweise aufgelassen und ist Teil der Redford Barracks in Edinburgh. Herrscht kein Militärbetrieb, kann die Anlage betreten werden.
Insbesondere an der Südflanke finden sich Spuren früherer Besiedlung. Neben Ebnungen für mindestens zehn Gebäude, die in zwei, etwa 40 m voneinander getrennten Reihen angeordnet waren, sind auch Spuren zugehöriger landwirtschaftlicher Nutzung erkennbar. Spuren einer Hütte finden sich an der Nordflanke.

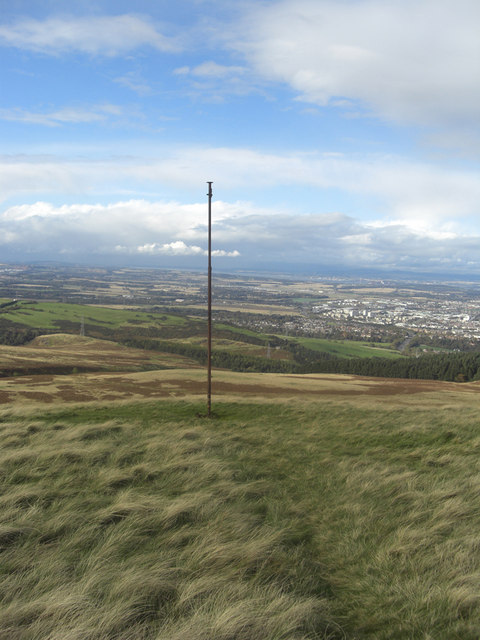
Flaggenmast auf der Kuppe
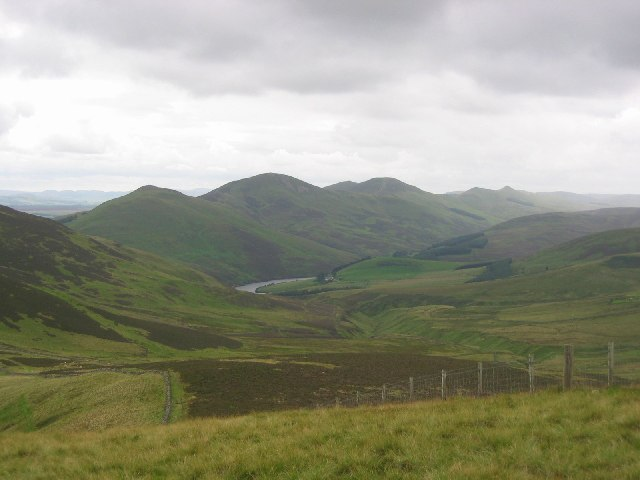
Blick nach Süden
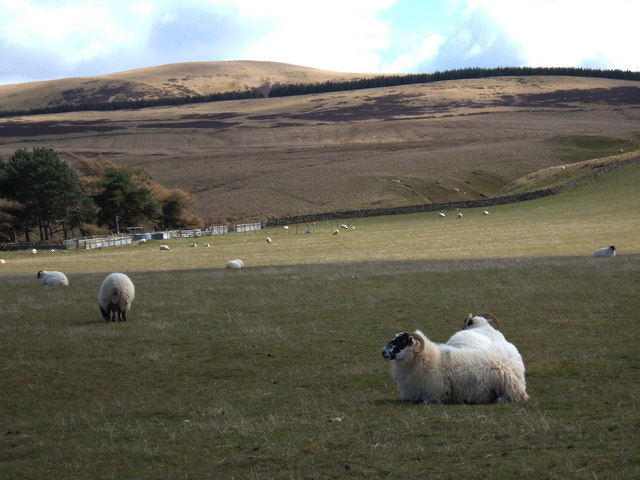
Schafhaltung an den Hängen des Capelaw Hills